# Association de la Jeunesse Auxerroise
L'Association de la Jeunesse Auxerroise, altresì noto come AJ Auxerre o semplicemente Auxerre, è una società calcistica francese della città di Auxerre, fondata nel 1905. Milita in Ligue 1, la massima serie del campionato francese di calcio.

## Storia
Diretta emanazione del patronage Saint-Joseph, l'Association de la Jeunesse Auxerroise è stata fondata nel 1905 dall'abate Deschamps. Sotto la conduzione dell'uomo di Chiesa, l'A.J.A. ottiene rapidamente onorevoli risultati, divenendo uno dei bastioni della cattolicissima F.G.S.P.F. (Fédération de Gymnastique Sportive des Patronages de France - federazione ginnica sportiva dei patronati francesi - una delle molte federazioni prodrome alla nascita nel 1932 dell'attuale campionato professionistico francese). Nel 1908, l'A.J.A. arriva a competere per il titolo di campione di Francia della F.G.S.P.F., ma si deve arrendere in finale sconfitta per 1-8 dai parigini del Patronage Olier. Alla fine della prima guerra mondiale, l'A.J.A. viene privata del terreno di gioco che utilizzava nella zona delle Ocreries. L'abate Deschamps acquisisce allora numerose particelle di terreno lungo il fiume Yonne sulla strada per Vaux (il futuro Stadio dell'Abbé-Deschamps). Proprio come una vera abbazia medievale, l'A.J.A. non cessa, dopo questa data, di far fruttare il suo capitale. Oggi l'A.J.A. è la sola società militante in Ligue 2 proprietaria del suo stadio.

### Cronologia
- 1905: l'abate Deschamps deposita presso la prefettura lo statuto di una nuova associazione, il cui scopo è inquadrare la gioventù in virtù della pratica sportiva. L'Association de la Jeunesse Auxerroise è creata ufficialmente il 29 dicembre 1905. Si tratta di una polisportiva, raggruppante diverse discipline, tra cui la ginnastica, la scherma e l'atletica.
- 1906: creazione della sezione calcio. La squadra indosserà una maglia di colore nero fino al 1908.
- 1918: l'A.J.A. partecipa alla prima Coppa di Francia.
- 1929: l'A.J.A. è campione regionale dell'Yonne.
- 1950: il 1º settembre l'abate Deschamps muore. L'anno seguente viene a lui intitolato lo stadio della strada di Vaux.
- 1952: Guy Roux firma il suo primo contratto di calciatore dell'A.J.A., nella squadra riserve.
- 1961: Guy Roux diviene giocatore-allenatore.
- 1970: l'A.J.A. viene promosso al campionato francese Amateur.
- 1974: la società viene promossa al campionato di Seconda Divisione.
- 1979: l'A.J.A. conquista la notorietà nazionale qualificandosi, nella sorpresa generale, alla finale della Coppa di Francia, uscendo sconfitta solo dopo i tempi supplementari (1-4) di fronte ai vice-campioni di Francia del Nantes.
- 1980: l'A.J.A. viene promossa in Prima Divisione.
- 1984: si qualifica per la prima volta per una coppa europea (Coppa UEFA), eliminata al primo turno dallo Sporting Lisbona (0-2, 2-2).
- 1993: l'A.J.A. elimina nei quarti di finale della Coppa UEFA l'Ajax, detentore del titolo, per 4-2 e 1-0.
- 1993: Malgrado i gol di Verlaat e Martins, l'A.J.A. si deve arrendere ai rigori in semifinale di Coppa UEFA contro il Borussia Dortmund (0-2, 2-0 d.t.s., poi 5-6 ai rigori).
- 1994: l'A.J.A. vince la sua prima Coppa di Francia battendo il Montpellier per 3-0.
- 1996: l'A.J.A. vince il suo primo titolo di Campione di Francia e realizza anche il doublé battendo il Nîmes per 2-1 nella finale della Coppa di Francia.
- 1997: L'A.J.A. vince la Coppa Intertoto.
- 1998: L'A.J.A. è eliminato ai quarti di finale della Coppa UEFA 1997-1998 per mano della S.S. Lazio (0-1 gol di Pierluigi Casiraghi, 2-2 gol di Roberto Mancini, Guerino Gottardi, Stéphane Guivarc'h 2), futura finalista della competizione. Nei turni precedenti aveva eliminato il Deportivo La Coruña (2-1, 0-0), l'OFI Creta (3-1, 2-3) e il Twente (1-0, 2-0).
- 2003: L'A.J.A. vince la terza Coppa di Francia battendo in finale il PSG per 2-1, con due gol negli ultimi dieci minuti.
- 2005: L'A.J.A. è eliminato ai quarti di finale dalla Coppa UEFA 2004-2005 dal CSKA Mosca, futuro vincitore (0-4, 2-0).
- 2005: L'A.J.A. vince contro il Sedan la quarta Coppa di Francia con il punteggio di 2-1 grazie ad un gol di Bonaventure Kalou all'ultimo minuto di gioco.
- 2005: dopo 44 anni come allenatore, il 7 giugno Guy Roux lascia il suo posto a Jacques Santini.
- 2006: da mesi in conflitto con la dirigenza, Santini viene esonerato dopo una sola stagione da allenatore.
- 2006: L'A.J.A. è eliminato dalla Coppa UEFA 2006-2007 nella fase a gironi dall'Livorno perdendo in casa (0-1 gol di Cristiano Lucarelli) proprio nella sera in cui celebra le 100 partite nelle coppe europee.
- 2010: dopo essere giunto terzo in Ligue 1, la squadra si qualifica alla fase a gironi della UEFA Champions League (eliminando nei play-off i russi dello Zenit San Pietroburgo). I francesi vengono inseriti in un "girone di ferro" comprendente Milan, Ajax e Real Madrid, dove arriveranno ultimi con 3 punti, vincendo una partita (2-1 in casa con l'Ajax) e perdendone cinque.
- 2012: L'A.J.A arriva ultimo e retrocede in Ligue 2 dopo 32 stagioni consecutive in Ligue 1.
- 2015: L'A.J.A. pur militando in Ligue 2 (9º posto finale) arriva a disputare la finale della Coppa di Francia 2014-2015 perdendo contro i campioni di Francia del Paris Saint-Germain (0-1 gol di Edinson Cavani)
- 2018: L’ A.J.A. sta per concludere l’ennesima annata in Ligue 2 senza grandi ambizioni, con la salvezza raggiunta con qualche giornata di anticipo. Tuttavia, alla 30ª giornata di campionato sul campo del Quevilly-Rouen, il club si rende protagonista di un evento negativo: Pierre-Yves Polomat e Michael Barreto, compagni di squadra, intorno all’80º minuto vengono alle mani in mezzo al campo mentre si sta svolgendo un’azione di gioco dall’altra parte; i due vengono espulsi entrambi. Curioso il fatto che il primo a dividere i due giocatori violenti sia stato un avversario. La partita, infine, viene vinta dai padroni di casa per 4-1. I due giocatori vengono poi allontanati dalla rosa ufficiale della squadra e costretti a pagare un’ammenda[2].
- 2022: l'A.J.A, dopo essere finito terzo in campionato dietro a Tolosa e Ajaccio, vince i playoff promozione battendo il Saint-Etienne ai calci di rigore (e retrocedendoli in Ligue 2), ritornando in massima serie dopo un decennio.

## Strutture

### Stadio

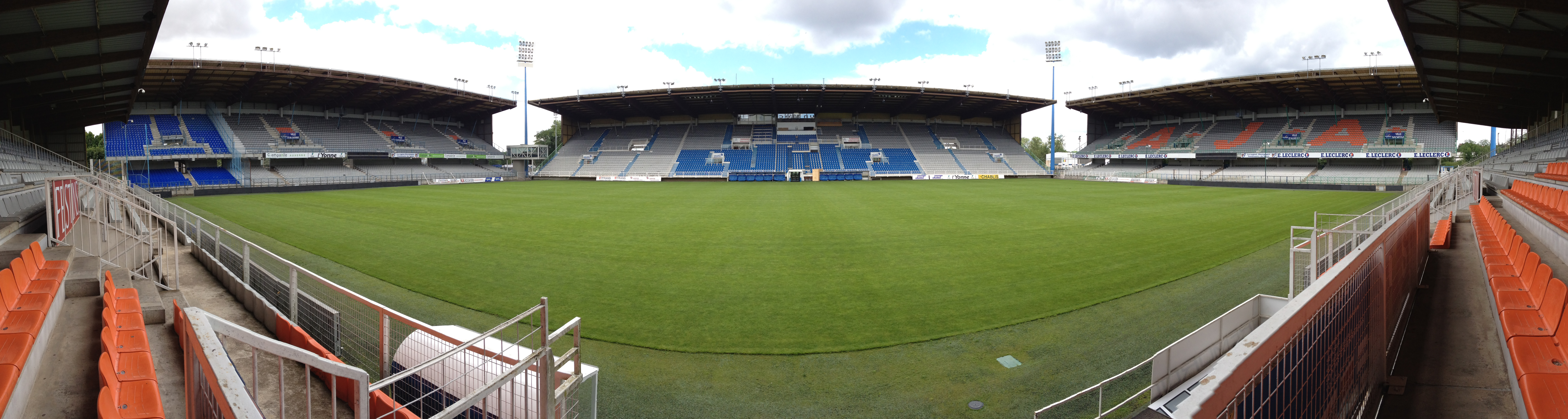
Panoramica dello Stadio Abbé-Deschamps.

Dal 1918 il club gioca le partite casalinghe nello Stadio Abbé-Deschamps, che sorge ad Auxerre e può ospitare fino a 21.379 spettatori. È stato intitolato all'abate Deschamps dopo la sua morte, avvenuta nel 1949.

## Calciatori

### Vincitori di titoli
Campioni del mondo
- Stéphane Guivarc'h (Francia 1998)
- Bernard Diomède (Francia 1998)
- Lionel Charbonnier (Francia 1998)

Campioni d'Europa
- Joël Bats (Francia 1984)
- Jean-Marc Ferreri (Francia 1984)

## Palmarès

### Competizioni nazionali
- Campionato francese: 1

1995-1996
- Coppa di Francia: 4

1993-1994, 1995-1996, 2002-2003, 2004-2005
- Campionato francese di seconda divisione: 2

1979-1980 (girone B), 2023-2024

### Competizioni internazionali
- Coppa Intertoto UEFA: 1  (record francese a pari merito con Bordeaux, Strasburgo, Guingamp, Bastia, Lione, Montpellier, Paris Saint-Germain, Troyes, Lilla, Marsiglia e Lens)

1997
- Coppa delle Alpi: 2

1985, 1987

### Competizioni giovanili
- Coppa Gambardella: 7

1982, 1985, 1986, 1993, 1999, 2000, 2014
- Championnat National U19: 2

1993-1994, 2011-2012

## Statistiche e record

### Partecipazione ai campionati e ai tornei internazionali

#### Campionati nazionali
Il club ha vinto il titolo nel 1996, conquistando nello stesso anno anche la Coppa di Francia e ottenendo quindi un double. È inoltre rimasto nella massima divisione francese ininterrottamente per 32 anni.
Dalla stagione 1974-1975 alla 2025-2026 il club ha ottenuto le seguenti partecipazioni ai campionati nazionali:
| Livello | Categoria            | Partecipazioni | Debutto   | Ultima stagione | Totale |
| ------- | -------------------- | -------------- | --------- | --------------- | ------ |
| 1º      | Division 1 / Ligue 1 | 32             | 1980-1981 | 2025-2026       | 35     |
| 2º      | Division 2 / Ligue 2 | 17             | 1974-1975 | 2023-2024       | 17     |

#### Tornei internazionali
Nelle competizioni europee il club ha vinto la Coppa Intertoto UEFA 1997. È poi arrivato in semifinale nella Coppa UEFA 1992-1993, dove è stato sconfitto dal Borussia Dortmund. Per quanto riguarda la Champions League è invece arrivato agli ottavi nell'edizione 1996-1997, venendo anche in questo caso sconfitto dai giallo-neri tedeschi.
Alla stagione 2021-2021 il club ha ottenuto le seguenti partecipazioni ai tornei internazionali:
| Categoria                                | Partecipazioni | Debutto   | Ultima stagione |
| ---------------------------------------- | -------------- | --------- | --------------- |
| Coppa dei Campioni/UEFA Champions League | 3              | 1996-1997 | 2010-2011       |
| Coppa delle Coppe                        | 1              | 1994-1995 | 1994-1995       |
| Coppa UEFA/UEFA Europa League            | 14             | 1984-1985 | 2006-2007       |
| Coppa Intertoto                          | 4              | 1997      | 2006            |

## Organico

### Rosa 2025-2026
Aggiornata al 29 luglio 2025.
| N. |                            | Ruolo | Calciatore         |
| -- | -------------------------- | ----- | ------------------ |
| 3  | Nigeria (bandiera)         | D     | Gabriel Osho       |
| 4  | Brasile (bandiera)         | D     | Jubal ()           |
| 5  | Francia (bandiera)         | D     | Théo Pellenard     |
| 6  | Marocco (bandiera)         | D     | Saad Agouzoul      |
| 8  | Francia (bandiera)         | C     | Nathan Buayi-Kiala |
| 9  | Canada (bandiera)          | A     | Theo Bair          |
| 11 | Paesi Bassi (bandiera)     | A     | Eros Maddy         |
| 12 | Norvegia (bandiera)        | D     | Fredrik Oppegård   |
| 14 | Ghana (bandiera)           | D     | Gideon Mensah      |
| 16 | Guyana francese (bandiera) | P     | Donovan Léon       |
| 17 | Mali (bandiera)            | C     | Lassine Sinayoko   |
| 18 | Senegal (bandiera)         | C     | Assane Dioussé     |
| 19 | Francia (bandiera)         | A     | Florian Ayé        |
| 20 | Costa d'Avorio (bandiera)  | D     | Sinaly Diomandé    |
| 21 | Costa d'Avorio (bandiera)  | C     | Lasso Coulibaly    |

| N. |                           | Ruolo | Calciatore        |
| -- | ------------------------- | ----- | ----------------- |
| 23 | Ghana (bandiera)          | C     | Ibrahim Osman     |
| 24 | Francia (bandiera)        | D     | Ange Loïc N'Gatta |
| 25 | Costa d'Avorio (bandiera) | C     | Hamed Traorè      |
| 26 | Francia (bandiera)        | D     | Paul Joly         |
| 27 | Francia (bandiera)        | C     | Kévin Danois      |
| 29 | Francia (bandiera)        | C     | Ben Viadere       |
| 30 | Francia (bandiera)        | P     | Tom Negrel        |
| 34 | Francia (bandiera)        | C     | Rudy Matondo      |
| 37 | Francia (bandiera)        | P     | Raphaël Adiceam   |
| 40 | Francia (bandiera)        | P     | Théo De Percin    |
| 42 | Ghana (bandiera)          | C     | Elisha Owusu      |
| 45 | Giappone (bandiera)       | A     | Ado Onaiwu        |
| 80 | Francia (bandiera)        | C     | Han-Noah Massengo |
| 92 | Costa d'Avorio (bandiera) | D     | Clément Akpa      |